# Patrick Cohen
Patrick Cohen (Tilburg, 2 augustus 1964) is een Nederlands voormalig profvoetballer die voor Willem II uitkwam. Ook trainde hij jaren jeugdteams van Willem II. Cohen werd in 2007 leraar bij Fontys PABO in Tilburg. Daarvoor werkte hij twintig jaar als leerkracht in het basisonderwijs.